# Antonio Paolo Negri
Antonio Paolo Negri (Milano, 1761 – Milano, 18 gennaio 1836) è stato un avvocato, politico e nobile italiano.

## Biografia
Antonio Paolo Negri nacque a Milano nel 1761, figlio di Carlo (di Gerolamo), regio notaio camerale e di Giulia dei conti Rottigni. Studiò lettere nel collegio dei Somaschi in Merate e finì i suoi studi laureandosi in leggi civili ed economiche all’Università degli Studi di Pavia. Non ancora ventiquattrenne venne eletto regio procuratore dei poveri e due anni dopo venne chiamato ad aiutare il regio ufficio fiscale. Nel 1789 ottenne il posto di consigliere presso l’I.R. Tribunale di prima istanza a Milano di cui nel 1796 divenne presidente.
Membro del comitato di giurisprudenza, commissario del governo presso il Tribunale supremo, nel 1797 venne eletto membro del Tribunale di cassazione. Intervenne poi ai comizi di Lione e cooperò a varie riforme nell’amministrazione giudiziaria che si mandarono ad effetto in tempo della repubblica e del Regno d'Italia (1805-1814). Nel 1807 fu nominato presidente della corte di cassazione, indi membro della commissione incaricata di dar compimento al progetto del Codice penale del regno d’Italia, poi membro della legion d’onore, cavaliere dell’Ordine della Corona di Ferro, membro del collegio elettorale dei dotti e Barone del Regno (D. 7 feb. 1810, L. 28 mar. 1812). Accettò nel 1827 l’incarico di deputato nobile presso la Congregazione provinciale di Milano conferitogli dall'Imperial Regio Governo della Lombardia del Regno Lombardo-Veneto, e nel 1829 quello di membro del consiglio comunale. Spirò il 18 gennaio 1836 a Milano, sua città natale.
Il titolo napoleonico decadde per mancanza di formazione di un maggiorasco (il barone e la nobile moglie, Rosa Rougier, non ebbero figli) ma la famiglia fiorisce tuttora nei discendenti del fratello del barone, il cav. Gaetano (1766-1857), suo erede universale. Le altre sorelle Giovanna e Maria Teresa convolarono a nozze rispettivamente la prima con Francesco Zaccone e la seconda con Giovanni Battista Bigatti.
A questa famiglia appartenne fra gli altri anche Gaetano Negri, Senatore del Regno e Sindaco di Milano.

## Arma
Spaccato semipartito in capo: primo, d'argento con un corvo posato sopra una ruota nera (brisura dello stemma Rottigni); secondo, franco de' Baroni tratti dalla Corte di Cassazione che è di rosso con una bilancia d'argento movente dal punto alto del capo; sopra l'azzurro con due libri neri posti in fascia.